# Чемпионат Европы по водному поло
Чемпионаты Европы по водному поло — соревнования сильнейших национальных мужских и женских сборных стран-членов Европейской федерации плавания (ЛЕН). Проводятся ежегодно для мужских команд с 1926, для женских — с 1985 года. Система соревнований включает в себя предварительный этап, в котором все команды играют друг с другом по разу, и плей-офф с участием лучшей четвёрки по итогам предварительной стадии.